# Івотка (річка)
І́вотка, Івот — річка в Росії (верхів'я) та в Україні, в межах Шосткинського району Сумської області. Ліва притока Десни (басейн Дніпра).

## Опис
Довжина річки 81 км (за іншими даними — 94 км), площа басейну 1370 км². Долина коритоподібна, завширшки 4,5 км, завглибшки до 45 м. Заплава двобічна, завширшки 1,5 км. Річище помірно звивисте, пересічна його ширина 10 м. Похил річки 1,1 м/км. Стік частково зарегульований шлюзами-регуляторами. Річище відрегульоване протягом понад 40 км. Споруджено декілька ставків. Воду використовують для технічних потреб і зрошування.

## Розташування
Івотка бере початок у Севському районі Брянській області (Росія), але більша частина річки протікає територією Сумської області. Російсько-український кордон перетинає на північний схід від села Родіонівки. Тече переважно на захід. Впадає до Десни на північний захід від села Ображіївки.
Основні притоки: Сичівка, Кочурівка, Свіса, Студенка, Усока, Люта (ліві); Журавель, Кремля, Білиця, Деражна, Скринище (Ларіонівка), Річечка, Лопатина (праві).

## Цікаві факти
Івотка має найбільший луг на усій Десні, що був найбільшим пасовищем для допотопних мамонтів. Тому й маємо найбільшу кількість виявлених мисливських поселень на правобережних деснянських горах навпроти івотського лугу.
Етюд «Моя Івотка». присвячений цій річці письменника Олександра Папченко. Альманах «Чаша кругова» №21 2022 рік. видавництво «АсПУр» ISBN 978-5-904900-27-4